# Noé (Yonne)
Noé es una localidad y comuna francesa situada en la región de Borgoña, departamento de Yonne, en el distrito de Sens y cantón de Sens-Sud-Est.

## Demografía
| 372 | 401 | 425 | 346 | 404 | 374 | 424 | 415 | 418 | 404 | 402 | 400 | 398 | 366 | 374 | 345 | 340 | 315 | 295 | 283 | 225 | 219 | 211 | 195 | 193 | 184 | 197 | 200 | 233 | 274 | 344 | 427 | 433 |
| Para los censos de 1962 a 1999 la población legal corresponde a la población sin duplicidades (Fuente: INSEE [Consultar]) |     |     |     |     |     |     |     |     |     |     |     |     |     |     |     |     |     |     |     |     |     |     |     |     |     |     |     |     |     |     |     |     |